# Krew na śniegu
Krew na śniegu (norw. Blod på snø) – powieść kryminalna norweskiego pisarza Jo Nesbø, opublikowana w 2015 r. Pierwsze polskie wydanie ukazało się w tym samym roku nakładem Wydawnictwa Dolnośląskiego, w tłumaczeniu Iwony Zimnickiej.